# 芒卯
芒卯（？—？），《战国策》又作孟卯，中國戰國時代魏國政治人物、軍事人物。

## 生平
初以詐術而獲得魏昭王的任用，並私下當秦國間諜，以割讓魏國的長羊、玉屋、洛林三地為誘餌，要求秦王助他當上魏國司徒，芒卯上任後，割讓長羊、玉屋、洛林予秦國，並促成了秦魏聯軍攻打齊國，魏國因此獲得齊國土地，共二十二個縣。秦武王叫甘茂在仆官与行事官中选择一种自己想要做的官职。孟卯建议他做仆官。他认为甘茂的特长是做使臣。即使做了仆官，君王仍会交付使臣的事务。佩带着仆官的印信，又做着行事官的事情，可以是身兼二职。伊阙之战后，魏王派孟卯将温囿送给西周国君，答应出兵戍周。
魏安釐王四年（前273年），秦昭王派名將白起攻魏，芒卯率三晉聯軍抵抗，被白起大敗於華陽，被斬殺士卒十餘萬，其後不知所終。

## 妻儿
《列女传》记载芒卯娶了两任妻子，前妻有子五人，后妻是孟阳氏之女生有三子，其一名为芒慈。前妻五人都不喜欢后母，即使后母更加疼爱。前妻有一个儿子触犯法令当死。后母忧惧悲哀。有人问她，她回答“彼虽不爱，妾安可无义”。魏安釐王听说后，以慈母高义，赦免其子。从此五子亲附后母。后来八个儿子都为魏大夫。